# Cadbury Hill
Pour les articles homonymes, voir Cadbury.
Cadbury Hill ou Cadbury Castle est une colline fortifiée située dans le Somerset actuel, tout près de Glastonbury dans le Sud de l’Angleterre, emplacement de choix pour être la mythique Camelot des légendes arthuriennes. 
John Leland, en 1538[réf. nécessaire], écrit que les habitants du village de South Cadbury (en) racontent que la colline est l’ancienne forteresse d’Arthur, et qu’il dort dans une grotte quelque part dans les environs.

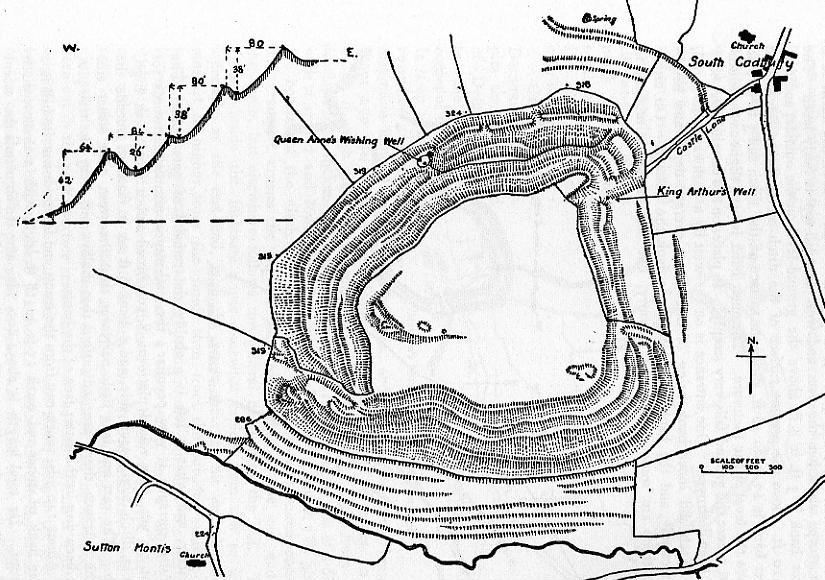
Le plan de la colline avec, au nord-est, le "palais d'Arthur".

La colline est occupée par les hommes depuis le Néolithique. Les dégâts relatifs à la période du début de l'Empire romain (entre 43 et 70) laissent penser qu'il s'agissait d'une forteresse romaine, où l'empereur Vespasien commanda la Legio II Augusta. On trouve également la trace d'une intense activité de construction au quatrième siècle, qui indique peut être l'existence d'un temple. On estime généralement que le fort a été occupé jusque dans les années 580, et qu'il fut un important site d'échange commercial: on y a en effet découvert des poteries méditerranéennes témoignant d'une économie prospère. La place était très bien défendue: de multiples remparts entouraient successivement des fossés de terrassement, des bois et des talus à proximité du site archéologique de Sigwells.
C’est à partir des années 1950 que les archéologues firent des découvertes relatives à la période arthurienne, restes de bâtiments mêlant architecture celte et débris romains et essentiellement d'un grand hall de 10 mètres sur 20 qui aurait sûrement servi à abriter un chef puissant, ses guerriers et ses serviteurs, sur une colline elle-même nommée « Arthur's Palace ». Si Arthur est bien originaire de Tintagel (alors dans le royaume de Domnonée), il peut très bien être un prince breton Dévonien qui se serait installé à Cadbury pour défendre la frontière est de son royaume contre les Saxons.